# Shivshankar Menon
Shivshankar Menon es un diplomático de carrera indio retirado.

Shivshankar Menon es hijo de P. Menon.
- En 1972 entró al Indian Foreign Service.
- De marzo de 1974 a septiembre de 1974 fue empleado en el Ministerio de Asuntos Exteriores (India).
- De septiembre de 1974 a 1977 fue empleado en Beijing.
- De 1977 a 1979 fue empleado en el Ministerio de Asuntos Exteriores (India).
- De 1979 a 1986 fue empleado en la Mission de la India ante el Organismo Internacional de Energía Atómica en Viena.
- De 1989 a 1992 fue embajador adjunto en Tokio.
- De 1992 a 1995 fue empleado en el Ministerio de Asuntos Exteriores (India) y negoció el primer acuerdo relacionado frontera entre la India y China, la raíz de la posterior serie de acuerdos que han mantenido la paz en la frontera a pesar de los conflictos en curso.
- De 1995 a 1997 fue embajador en Tel Aviv.
- Shivshankar Menon se desempeñó en las misiones de la India ante la Oficina de la Organización de las Naciones Unidas en Ginebra y el Sede de la Organización de las Naciones Unidas en Nueva York.
- De 1997 a 2000 fue Alto Comisionado en Colombo.
- De 2000 a 2003 fue embajador en Beijing.
- De 2003 a 2006 fue Alto Comisionado en Islamabad.[1]
- De 1 de septiembre de 2006 a 31 de julio de 2009 fue Foreign Secretary (India)
- De 2008 a 2014 fue miembro de la en:Atomic Energy Commission of India.
- De 2010 a 2014 fue representante especial sobre la cuestión fronterizas.
- De enero de 2010 a mayo de 2014 fue asesor de seguridad nacional de Manmohan Singh.